# Amalarich nyugati gót király
Amalarich, más írásmóddal Amalrich (latinul: Amalricus vagy Amanricus), (502 – 531) nyugati gót király 511-től haláláig.

## Élete
II. Alarich király törvényes fiaként született, és féltestvére, Gesalech király halála után került a trónra. Gyermekként, édesapja halála után Ibériába menekítették, amely ekkor, Languedoc és Provence-szal együtt édesanyai nagyapja, Nagy Theuderich keleti gót király uralma alatt állt, s amelyet Theudis osztrogót nemes kormányzott. Theuderich halálakor, 526-ban, Amalarich teljes királyi hatalmat kapott Spanyolországban és Languedoc egy részében, míg Provence-ról lemondott lemondott unokafivére, Athalarich javára. Országa, melyet ettől fogva Septimaniának neveztek. Franciaországnak tulajdonképpen csak délkeleti sarkát foglalta el s székhelye Narbonne lett. Uralmát I. Klodovig leányának, Klotildnak eljegyzésével akarta biztosítani. De éppen ez a házasság okozta vesztét: Mondják, hogy feleségét erőszakkal ariánussá akarta tenni. A büszke királyleány véres kendőt küldött bátyjának, Childebertnek, hogy legyen jele azoknak az ütlegeknek, melyeket el kellett szenvednie. Childebert rátört a gótokra, legyőzte őket s visszavitte húgát. Amalarich is életét vesztette s vele együtt megsemmisült a nyugati gótok galliai országa.